# KT Gomez
Erison Gomes da Silva Brito, mais conhecido como KT Gomez (Guarulhos, 8 de abril de 1988), é um cantor e compositor brasileiro.

## Carreira
Começou sua carreira na cidade de Guarulhos em uma banda pop aos 14 anos, dividindo os palcos com o ator, cantor e dançarino Samuel Nascimento. Passou por grupos de pagode e ainda gravou um single com a participação do cantor e compositor Ah! Mr.Dan, integrante do projeto Legado. Nesse mesmo período, dividia os palcos com outro artista da cidade de Guarulhos, o cantor e compositor Raffa Moreira. Chegou a gravar uma música seguida de um clipe com o cantor baiano Léo Santana, onde conquistou mais de um milhão de views no YouTube, mas foi tirado do ar alguns anos depois. Em 2015, iniciou sua carreira solo, porém só em julho de 2020 que virou o único artista independente a integrar a playlist As 50 Virais do Brasil do serviço de streaming Spotify, com 3 músicas ao mesmo tempo.

## Discografia
- Anel na Esquerda (2015)

- Você Parou (2019)

- Tão Easy (PCX) (2020)
- Ao som do Skank (2020)
- Razão Bateu a Cota (2020)